# Trận pháo đài Brest
Trận phòng thủ pháo đài Brest là một trận đánh diễn ra giữa quân đội phát xít Đức với lực lượng Hồng quân Xô Viết đồn trú trong pháo đài Brest. Về cơ bản, trận phòng thủ chỉ kéo dài 9 ngày, từ ngày 22 đến ngày 30 tháng 6 năm 1941 khi quân Đức chiếm được khu trung tâm pháo đài. Tuy nhiên, một số trận đánh nhỏ vẫn tiếp tục nổ ra trong pháo đài đến ngày 20 tháng 7 năm 1941 bởi các nhóm sĩ quan và binh sĩ Liên Xô không đầu hàng, đã trốn dưới các hầm ngầm và tiếp tục chiến đấu. Đối với quân đội Đức Quốc xã thì đây là một trong những trận chiến đầu tiên của Chiến dịch Barbarossa và lực lượng Hồng quân trong trận này đã cầm giữ Pháo đài Brest lâu hơn nhiều so với dự tính của quân đội Đức Quốc xã. Trận pháo đài Brest đã cùng với Trận Moskva, Trận Leningrad và Trận Stalingrad được người dân Xô Viết xem là biểu tượng của sức kháng cự kiên cường trước sự tấn công của Đức quốc xã trong chiến tranh Xô-Đức. Ngày 8 tháng 5 năm 1965, pháo đài Brest được phong danh hiệu Pháo đài Anh hùng cùng với thủ đô Moskva và nhiều thành phố Liên Xô khác được phong danh hiệu Thành phố anh hùng theo một sắc lệnh của Đoàn chủ tịch Xô Viết tối cao Liên Xô.

## Bối cảnh

### Lịch sử hình thành pháo đài

Toàn cảnh pháo đài Brest và khu vực phụ cận

Pháo đài Brest là cửa ngõ biên giới giữa Đế quốc Nga và Ba Lan, nằm trên một hòn đảo lớn tại ngã ba sông Bug Tây và sông Mukhavets. Vào thế kỷ thứ 12, tại đây xuất hiện cụm dân cư người Slav có tên là Beresky. Từ đó đến cuối thế kỷ 18, đây là nơi tranh chấp thường xuyên giữa ba quốc gia láng giềng là Nga, Ba Lan và Litva. Khi thuộc Nga, nó được gọi là Brest, khi thuộc Ba Lan, nó được gọi là Brześć Litewski, khi thuộc Litva, nó được gọi là Brest-Litovsk. Đến cuối thế kỷ 18, vùng đất này thuộc lãnh thổ của Đế quốc Nga. Sau cuộc Chiến tranh Vệ quốc năm 1812, Sa hoàng đã quyết định xây dựng tại đây một tiền đồn bảo vệ cửa ngõ biên giới phía Tây và pháo đài được khánh thành năm 1842 khi lá quân kỳ của quân đội Đế quốc Nga được kéo lên. Các kỹ sư quân sự Nga đã lợi dụng địa hình tự nhiên trên một hòn đảo cách thành phố Brest - Litovsk hơn 5 km về phía Tây, được bao bọc bởi hai nhánh sông Mukhavets và sông Bug để xây dựng pháo đài này. Quanh pháo đài là hai lớp lũy đắp bằng đất, lớp ngoài cao 6 m, lớp trong cao 10 m, hình thành 8 góc nhọn nhô ra phía ngoài theo các hướng Bắc, Đông Bắc, Đông, Đông Nam, Nam, Tây Nam, Tây và Tây Bắc. Tổng chiều dài lớp lũy ngoài lên đến trên 6,4 km. Trong ruột các lũy đất có rất nhiều hầm tránh đạn, kho vũ khí, kho đạn, kho lương thực. Phía ngoài mỗi lớp lũy có hào nước bao quanh. Trung tâm pháo đài được bao bọc bởi một vòng nhà hai tầng bằng gạch đỏ dày từ 60 cm (phía trong) đến 1 m (phía ngoài) chạy quanh đảo như một vòng tường thành. Dưới nền các tòa nhà này là 500 căn hầm xây cuốn, có cửa thông nhau từ hầm này sang hầm khác. Bên ngoài lớp tường thành trong cùng là hai nhánh sông Mukhavets và sông Bug. Các lớp lũy và hào nước chia pháo đài thành bốn khu phòng thủ gồm khu trung tâm, đồn Đông, đảo Tây và đảo Nam. Các khu này được nối với nhau bằng các cây cầu được xây bằng gạch. Quanh khu trung tâm pháo đài có ba cổng lớn: Cổng Terespolsky ở phía Tây, cổng Brest ở phía Bắc và cổng Kholm ở phía Nam. Trên các lũy ngoài có bốn cổng: Đông, Tây, Nam, Bắc. Chính giữa khu trung tâm pháo đài là Cung điện Trắng, nơi chính phủ Nga Xô Viết đã ký kết với các nước phe Liên minh Trung tâm (trong đó có Đế chế Đức) hòa ước Brest - Litovsk năm 1918 nhằm đưa nước Nga khỏi cuộc Chiến tranh thế giới thứ nhất.
Khu vực chung quanh pháo đài Brest từng là nơi xảy ra trận Brześć Litewski giữa Ba Lan và Đức trong cuộc tấn công xâm lược Ba Lan năm 1939. Quân Đức chiếm được nơi này từ Ba Lan, nhưng theo "Nghị định thư mật" kèm theo Hiệp ước không xâm phạm lẫn nhau giữa Đức và Liên Xô, khu vực này được trao cho Liên Xô vì nằm trong phạm vi ảnh hưởng của Liên Xô. Vì vậy vào mùa hè năm 1941, người Đức lại phải tấn công pháo đài này một lần nữa. Và lần này đối thủ của họ không phải là quân Ba Lan mà là Hồng quân Xô Viết.

### Vị trí, vai trò quân sự của pháo đài

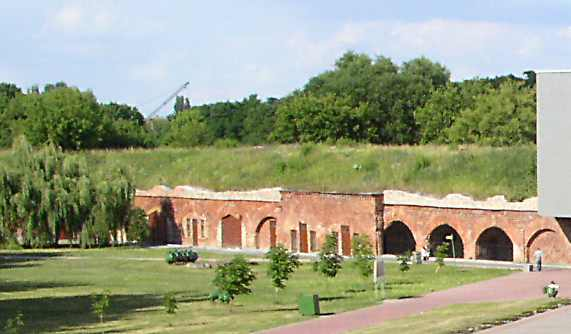
Một đoạn lũy ngoài của pháo đài Brest với các hầm xây cuốn

Từ khi khánh thành vào mùa hè năm 1842 đến trước chiến tranh thế giới thứ nhất, pháo đài Brest được coi là một trong các căn cứ quân sự có tính năng phòng thủ rất mạnh như các pháo đài khác. Với thành lũy dày, nhiều lớp, có pháo binh riêng bảo vệ, pháo đài chỉ cần một đội quân không lớn vẫn có thể tiêu hao nặng nề các đội quân tấn công nó đông hơn gấp nhiều lần. Tuy nhiên, đến khi đại bác nòng rãnh xoắn ra đời với các loại đạn có sức công phá lớn thì pháo đài không còn là thành trì bất khả xâm phạm. Đặc biệt, khi máy bay ném bom ra đời thì pháo đài mất đi rất nhiều khả năng tự bảo vệ. Vào thời đại mới, các cường quốc quân sự đưa ra trận những quân đội đông hàng triệu người, có đầy đủ vũ khí nặng hiện đại như xe tăng, máy bay, đại bác cỡ lớn thì pháo đài hoàn toàn trở nên lỗi thời. Đối phương có thể đi vòng qua pháo đài để tiếp tục tiến công và chỉ để lại một đội quân nhỏ bao vây và vô hiệu hóa nó. Ngoài ra, pháo đài còn có thể trở thành nơi tập trung đông quân nhưng địa bàn tác chiến hẹp, dễ bị đối phương cô lập và tiêu diệt một số lượng lớn sinh lực bằng các loại hỏa lực hiện đại. Do gắn với phương thức phòng thủ thụ động, tại chỗ, pháo đài không còn phù hợp với các cuộc chiến tranh hiện đại với phương thức vận động chiến, phòng thủ cơ động và phòng thủ theo chiến tuyến nhiều lớp được áp dụng phổ biến.
Mặc dù không còn tác dụng phòng thủ mạnh mẽ như trước đây nhưng Bộ Tổng tư lệnh quân đội Liên Xô vẫn đặt Pháo đài Brest vào kế hoạch phòng thủ biên giới và coi nó như một khu phòng ngự kiên cố của Quân khu đặc biệt miền Tây. Đây là nơi huấn luyện quân sự cho tân binh của các đơn vị thuộc tập đoàn quân 4, cũng là nơi thực hành các cuộc diễn tập quân sự đồng thời là căn cứ hậu cần, quân y tiền phương. Bản thân pháo đài và 5 đồn phòng thủ xung quanh pháo đài cũng được gấp rút củng cố để trở thành khu phòng thủ vững chắc. Tuy nhiên, Quân khu đặc biệt miền Tây không kịp hoàn thành kế hoạch này. Các công trình quân sự mới chỉ được bắt đầu đổ móng thì chiến tranh đã nổ ra.

## Kế hoạch tấn công và phòng thủ của hai bên

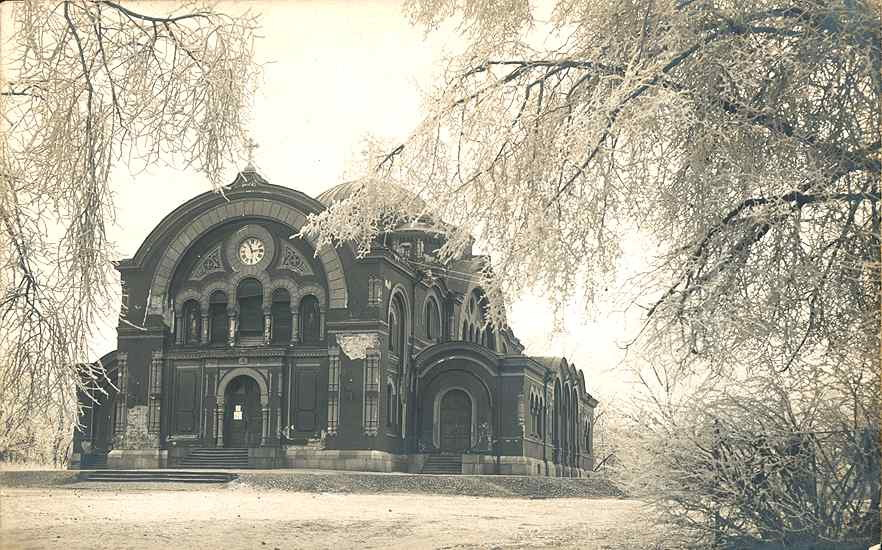
Cung điện trắng, trung tâm Pháo đài Brest (ảnh chụp năm 1915)

### Quân đội Đức Quốc xã
Quân Đức lập kế hoạch đánh chiếm khu vực Brest và pháo đài Brest, vốn nằm trên đường hành tiến của Cụm Tập đoàn quân Trung tâm trong những giờ đấu tiên của Chiến dịch Barbarossa. Pháo đài và thành phố Brest án ngữ con đường băng qua sông Tây Bug cũng như tuyến đường bộ và đường sắt Warsaw–Moskva. Ngoài ý nghĩa đánh chiếm một căn cứ quân sự tiền tiêu (cho dù không thật sự quan trọng), việc hạ pháo đài Brest còn có một ý nghĩa tâm lý để động viên tinh thần của quân đội Đức Quốc xã. Chiến thuật cơ bản của quân đội Đức là sử dụng tối đa yếu tố bất ngờ và ưu thế tuyệt đối về binh lực, vũ khí, phương tiện, xe tăng, pháo binh và không quân để đánh chiếm pháo đài ngay trong ngày đầu tiên của cuộc chiến. Biện pháp tác chiến thông dụng là dùng hỏa lực pháo, bom với mật độ cao ngay từ giờ đầu, phá hủy các công trình phòng thủ, làm tan rã tinh thần quân đồn trú của đối phương; sau đó dùng bộ binh để giải quyết nốt "phần còn lại" của nhiệm vụ.

### Quân đội Liên Xô
Do tính bất ngờ tuyệt đối của cuộc tấn công từ phía quân Đức, quân đội Liên Xô trong pháo đài không hề có một kế hoạch phòng thủ từ đầu. Chỉ đến ngày thứ ba của cuộc chiến đấu (ngày 24 tháng 6), họ mới có được một ý đồ phòng thủ khái lược thông qua bản "Mệnh lệnh số 1" do Ban chỉ huy đội quân hợp nhất của pháo đài công bố. Tuy nhiên, do không có những tin tức chính xác về tình hình mặt trận, tình hình quân đội Liên Xô và quân đội Đức nên bản mệnh lệnh này chứa đựng quá nhiều yếu tố cảm tính, nó giống một lời kêu gọi hơn là một kế hoạch tác chiến. Cũng chỉ đến ngày 24 tháng 6, các sĩ quan chỉ huy có mặt tại pháo đài mới lập được danh sách các chiến sĩ và phiên chế thành các trung đội chiến đấu và danh sách đó còn tiếp tục dài ra do ngày càng có nhiều quân nhân lạc ngũ đến nhập vào đội quân hợp nhất.

## Binh lực các bên

### Quân đội Liên Xô
Lực lượng Hồng quân có mặt tại khu vực thành phố Brest là các đơn vị thuộc Sư đoàn bộ binh 6 thuộc quân đoàn bộ binh 28, tập đoàn quân 4 do đại tá Mikhail Antonovich Popsuy-Shapko chỉ huy, Sư đoàn bộ binh 42 cũng thuộc quân đoàn 28 do tướng Ivan Sidorovich Lazarenko chỉ huy, Đội Biên phòng Cận vệ 17 do thiếu tá A.P. Kuznesov chỉ huy. Riêng khu vực pháo đài có khoảng chừng 3.500 người, bao gồm trung đoàn bộ binh 44 (sư đoàn 42) và trung đoàn 333 (sư đoàn 6), sở chỉ huy số 3 và đồn biên phòng số 9 của đội Biên phòng Cận vệ 17 và một số nhân viên thuộc NKVD. Ngoài ra còn có một số học viên của các trường quân sự thuộc hai Trung đoàn bộ binh 84 và 125, một đơn vị quân y và một đại đội bảo vệ khu quân y trong pháo đài. Trong pháo đài còn có 300 gia đình của các sĩ quan chỉ huy và thường dân làm công tác phục vụ trong quân đội.
Đầu mùa hè năm 1941, 4 trung đoàn bộ binh và các đơn vị pháo, xe tăng của hai sư đoàn 6 và 42 đang tham gia cuộc diễn tập phòng thủ dã ngoại và đã không kịp rút về pháo đài khi quân Đức tấn công. Trong pháo đài hầu như không còn pháo và xe tăng hoạt động được. Đây là số vũ khí và phương tiện đang tình trạng kiểm tra, sửa chữa và bảo dưỡng nên không thể sử dụng trong chiến đấu.

### Quân đội Đức Quốc xã
Kế hoạch ban đầu của Đức là làm chủ khu vực pháo đài Brest trong vòng 12 tiếng đồng hồ. Nhiệm vụ đánh chiếm pháo đài được giao cho Sư đoàn bộ binh số 45 (còn được gọi là sư đoàn Áo do sư đoàn này vốn là sư đoàn Áo số 4 trước khi sáp nhập vào Wehrmacht năm 1936 sau cuộc thôn tính nước Áo của nước Đức Quốc xã) với quân số khoảng 17.000 người. Sư đoàn này do tướng Fritz Schlieper chỉ huy, thuộc tập đoàn quân 4 của tướng Günther von Kluge. Đây cũng là sư đoàn đầu tiên tiến vào Warszawa trong cuộc thôn tính Ba Lan tháng 9 năm 1939. Phối hợp với nó còn có những đơn vị của các sư đoàn bộ binh số 31 và 34, quân số khoảng 20.000 người thuộc quân đoàn bộ binh 12 của tướng Walter Schroth và một trung đoàn xe tăng thuộc tập đoàn quân xe tăng 2 do tướng Heinz Guderian chỉ huy.

## Diễn biến chiến sự

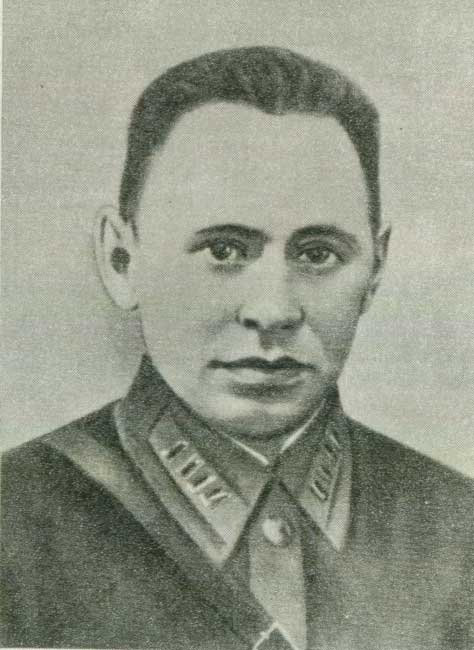
Chính ủy Trung đoàn Yefim Fomin, người lãnh đạo cao nhất cuộc phòng thủ của Quân đội Liên Xô tại pháo đài Brest

Lúc 3 giờ 15 phút rạng sáng 22 tháng 6 (theo giờ châu Âu, tức 4 giờ 15 phút giờ Moskva), một trận cuồng phong của bom và đạn đại bác từ bên kia biên giới chụp lên pháo đài. Theo kết quả ban đầu, nhà kho bị phá hủy, nguồn cung cấp nước bị cắt đứt, liên lạc bị gián đoạn, quân đồn trú Liên Xô bị thiệt hại lớn. Lúc 3 giờ 45 phút, các cuộc tấn công bắt đầu. Tính chất bất ngờ của cuộc chiến đã làm cho quân đội Liên Xô phòng thủ tại pháo đài không kịp tổ chức phối hợp các đơn vị và họ bị chia cắt thành các ổ đề kháng biệt lập. Cuộc chống cự diễn ra ác liệt nhất tại khu vực cổng Terespolsky, quân lính Xô Viết núp trong các ô cửa sổ của pháo đài, chờ những tốp lính Đức tới gần, sau đó dùng báng súng, lưỡi lê và cả những chiếc ghế gãy, ván gỗ khô, đánh giáp lá cà. Tại đây, lưỡi lê và báng súng đã làm nốt những việc mà đạn không thể làm được. Tại khu vực cổng Kobrin, quân đội Liên Xô chống cự có tổ chức hơn. Kháng cự xảy ra yếu nhất trong khu Volyn trên đảo Nam, nơi đây chỉ có một bệnh viện cùng với đội bảo vệ nhỏ.
Lực lượng quân đội Liên Xô phòng thủ tại Pháo đài Brest không nhận được bất kỳ thông tin nào cảnh báo về việc quân phát xít Đức và các đồng minh sẽ tấn công vào ngày 22 tháng 6 năm 1941, và nơi đây trở thành chiến địa cho trận đánh lớn đầu tiên giữa Hồng quân Xô viết với Quân đội Đức Quốc xã. Ngay từ những giây phút đầu tiên của cuộc chiến tranh vệ quốc vĩ đại, thành phố Brest và pháo đài Brest đã bị tra tấn bởi những trận không kích dữ dội và những trận mưa đạn pháo của quân xâm lược. Ngay trong giờ đầu tiên đã có hơn 4.000 quả đạn pháo được quân Đức nã vào pháo đài và thành phố Brest. Đòn oanh kích phủ đầu hoàn toàn bất ngờ đối với lực lượng Hồng quân trấn giữ pháo đài và gây ra nhiều thiệt hại cho họ.

### Cuộc chiến trong khu vực thành nội
Vì quá nửa quân số cùng với phần lớn vũ khí nặng của đội quân đồn trú Liên Xô đang ở rải rác trên các cánh đồng và khu rừng cách xa pháo đài và không có cách gì để liên lạc với họ nên đến 9 giờ sáng, khoảng 3.500 đến 4.000 người bao gồm cả sĩ quan, binh sĩ và thường dân Liên Xô đã bị bao vây tại pháo đài. Quân đội Đức Quốc xã đã chiếm cây cầu trước cổng Terespolsky và dùng con đường này để đột nhập và đánh chiếm pháo đài, đánh chiếm gác chuông nhà thờ cũ (đã trở thành câu lạc bộ) và dùng hỏa lực súng máy kiểm soát toàn bộ khu vực quảng trường trong pháo đài. Tuy nhiên, đến 13 giờ thì quân đồn trú chuyển sang phản công, đánh bại những nỗ lực của quân Đức, chiếm lại các cổng Kholm nối với cổng Kobrin và cổng Brest nối với khu công sự hình móng ngựa mà người Nga vẫn quen gọi là Đồn Đông. Sau đó, quân đồn trú chiếm lại nhà thờ và phá hủy hỏa điểm của quân Đức trên gác chuông, quân Đức chỉ có thể chiếm được một số vị trí trong khu vực thành nội. Tại khu Doanh trại Tiểu đoàn 132 Bộ nội vụ, một số lính Đức cải trang thành binh sĩ Liên Xô nhằm làm gián đoạn hệ thống chỉ huy, nhưng không qua mắt được họ, nhiều cuộc tấn công của quân Đức bị đập tan, nhưng phía Liên Xô cũng bị thương vong khá nhiều. Tính đến ngày 23/6, chỉ còn khoảng 18 binh sĩ Liên Xô trong doanh trại còn khả năng chiến đấu, chỉ huy Bộ nội vụ-Trung úy Weinstein, đã tự sát bằng khẩu súng lục của mình ngay khi quân Đức tràn vào trung tâm, toàn bộ lực lượng đồn trú chiến đấu đến cùng với quân Đức và hầu như tất cả đều nằm lại trận địa.

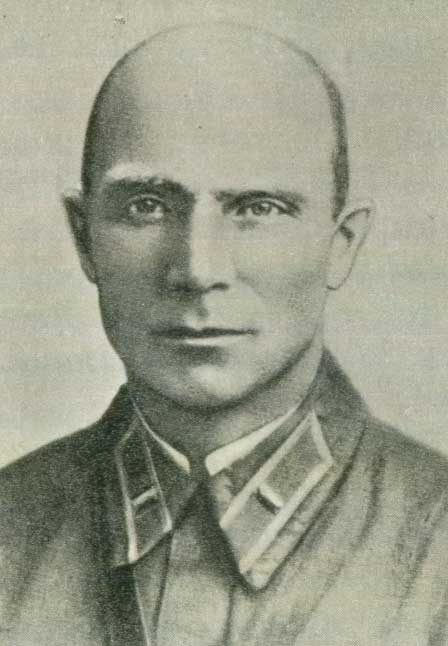
Đại úy Ivan Zubachyov, một trong những chỉ huy Liên Xô tổ chức phòng thủ tại khu vực thành nội

Tiếp đó là những trận đánh ác liệt kéo dài tại khu vực biên giới, tại thành phố Brest và cả tại pháo đài Brest. Đợt tấn công đầu tiên của quân Đức kéo dài nửa giờ và diễn ra ngay sau đợt oanh kích; lực lượng Hồng quân phòng thủ tại khu vực Brest đã không kịp hình thành một tuyến phòng thủ rắn chắc chống lại quân Đức và bị quân Đức chia cắt thành từng cụm phòng thủ riêng lẻ; trong đó cụm phòng thủ mạnh nhất chính là lực lượng đồn trú trong pháo đài Brest. Một phần lực lượng Xô Viết đã thành công trong việc thoát khỏi vòng vây của quân Đức, nhưng phần lớn thì không được may mắn như vậy và họ đã phải chiến đấu gian khổ giữa vòng vây của kẻ thù. Tuy nhiên, bất chấp ưu thế về yếu tố bất ngờ, về hỏa lực, về trang bị và về quân số, người Đức đã không thể nào nhanh chóng hạ gục pháo đài Brest như dự tính và họ buộc phải chuyển sang bao vây lâu dài.
Ngày 30 tháng 6 năm 1941, chỉ huy sư đoàn bộ binh số 45 Đức, tướng Fritz Schlieper đã viết một bản tường trình với Bộ Tổng tư lệnh tối cao của quân đội phát xít Đức về cuộc chiến đấu xung quanh pháo đài, báo cáo nêu rõ:
| “                  | Nếu chỉ đơn thuần bố trí các lực lượng bộ binh tấn công nơi này thì chúng tôi không thể nào tiến thêm một bước vì hỏa lực súng trường và súng máy của đối phương được tổ chức tốt. Các hỏa điểm được bố trí trong các lỗ châu mai sâu trong sân khu công sự hình móng ngựa sẵn sàng tiêu diệt bất cứ ai mon men tới gần. Chỉ có một cách duy nhất giải quyết tình huống này, đó là buộc bọn Xô Viết phải đầu hàng trước cái đói và cái khát. Chúng tôi đã sẵn sàng để thực hiện tất cả các biện pháp nhằm vắt kiệt sức lực của chúng... Chúng từ chối tất cả những lời đề nghị đầu hàng của chúng tôi... | ” |
| — Fritz Schlieper, | |   |

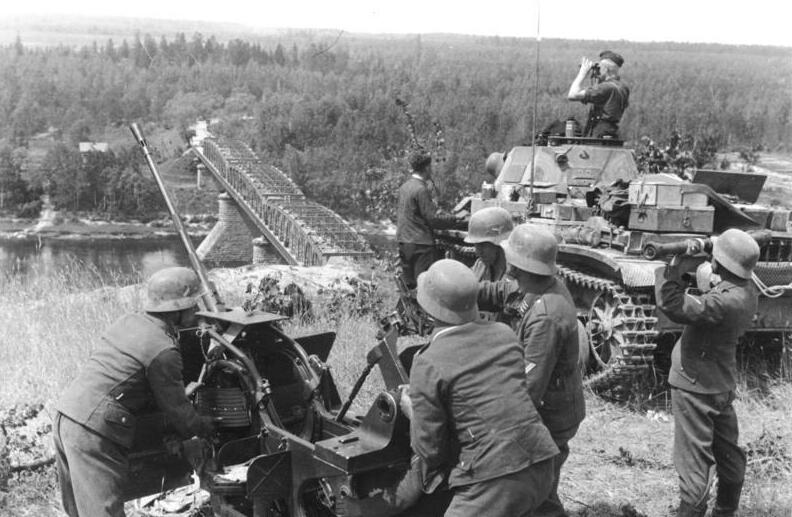
Quân đội Đức Quốc xã chuẩn bị tấn công, 21 tháng 6 năm 1941

Mặc dù đã chịu những đòn choáng váng sau đợt tấn công ồ ạt và bất ngờ của một đối thủ hoàn toàn áp đảo về trang bị và quân số, mặc dù đã bị vây chặt và hoàn toàn bị cắt đứt khỏi bất cứ nguồn tiếp tế nào từ nên ngoài, lực lượng Hồng quân tại pháo đài Brest vẫn chiến đấu kiên cường và liên tục tung những đòn phản công vào đối thủ. Họ kháng cự bền bỉ, mạnh mẽ và lâu dài hơn người Đức dự tính. Quân Đức đã sử dụng đủ mọi biện pháp, từ những khẩu pháo hạng nặng, pháo phản lực 150 ly Nebelwerfer 41, hơi ngạt và súng phun lửa nhưng không thể nào bẻ gãy sức kháng cự của Hồng quân trong pháo đài Brest. Người dân sống trong pháo đài cũng tham gia cứu chữa những người bị thương, nạp đạn cho các khẩu súng máy và thậm chí cầm súng cùng chiến đấu với lực lượng phòng thủ pháo đài. Trẻ em thì tham gia tải đạn, thu nhặt lương thực, thực phẩm từ những kho quân nhu đã bị bắn phá tan tành bởi đại bác Đức; kiếm tìm và thu lượm vũ khí, đạn dược; tham gia trinh sát động tĩnh của kẻ thù.
Fritz Schlieper đã viết trong bản tường trình của ông ta như sau:
| “                  | ... trung đoàn công binh số 81 được trao nhiệm vụ phá nổ công trình án ngữ tại cụm Trung tâm... nhằm thanh toán hỏa lực của bọn Nga tại cụm phía Bắc. Từ phía tầng dưới cùng của tòa nhà cho đến các cửa sổ đã phát nổ khi kíp nổ được kích hoạt. Khi tòa nhà nổ tung, chúng tôi có thể nghe thấy tiến gào thét và tiếng rên rỉ của bọn lính Xô Viết, nhưng chúng vẫn tiếp tục chiến đấu đến cùng. | ” |
| — Fritz Schlieper, | |   |

Tối 24 tháng 6, sư đoàn 45 (Đức) dùng lực lượng biệt kích bất ngờ đột nhập đánh chiếm khu Volyn trên đảo Nam, đánh úp và chiếm cổng Terespolsky, dồn quân số phòng thủ còn lại của quân đội Liên Xô về phía cổng Kobrin. Những nhóm binh sĩ Liên Xô từ đảo Tây và đảo Nam đã lợi dụng đêm tối vượt qua tường thành vào bên trong pháo đài cũng nhập vào nhóm này. Đêm 24 tháng 6, những người bảo vệ pháo đài đã bầu ra Ban chỉ huy lâm thời của họ gồm đại uý Ivan Nikolayevich Zubachyov, trung đoàn phó trung đoàn 42, chính ủy trung đoàn Yefim Moiseyevich Fomin, thượng úy Alexandr Inanovich Semenenko, tham mưu phó trung đoàn 44, trung úy Anatoli Alexandrovich Vinogradov, tiểu đoàn phó tiểu đoàn 5, trung đoàn bộ binh 84. Để phối hợp hành động của các nhóm phòng thủ này, trong đêm 24 tháng 6, tại Sở chỉ huy phòng thủ lâm thời đặt dưới hầm nhà doanh trại của trung đoàn 44, Ban chỉ huy lâm thời đã soạn thảo và công bố bản "Mệnh lệnh số 1" yêu cầu các sĩ quan thu thập các binh sĩ vào danh sách, biên chế thành các trung đội và phân công các vị trí phòng thủ.
Ngày 26 tháng 6, phát xít Đức đã làm chủ một phần pháo đài Brest, nhưng lực lượng Hồng quân còn lại trong pháo đài vẫn liên kết được với nhau dưới sự chỉ huy của đại uý Ivan Zubachyov và người phó chỉ huy của ông, chính ủy Yefim Fomin. Trong ngày hôm đó, lực lượng Hồng quân đồn trú trong pháo đài Brest tiếp tục đẩy lùi các đợt tiến công của quân Đức, khi đêm xuống đã tổ chức một cuộc phá vây nhưng không thành công và chịu tổn thất nặng. Ngày 27 tháng 6, sau một tuần kể từ ngày mở đợt công kích đầu tiên, quân Đức bắt đầu sử dụng khẩu pháo cỡ nòng 540 ly (bắn những viên đạn nặng tới 1,25 tấn) và hai khẩu pháo 600 ly nhãn hiệu Karl-Gerät (sử dụng đạn chuyên phá bê tông, nặng tới 2 tấn). Những viên đạn từ khẩu pháo 600 ly tạo ra những hố đạn khổng lồ rộng tới 30 mét cùng những thương tổn khủng khiếp cho những người lính Hồng quân chịu phải áp lực của vụ nổ do phát bắn gây ra, thậm chí những người lính nấp sâu trong pháo đài cũng bị rách phổi trước áp lực của nó.. Trong các ngày 29 và 30 tháng 6 năm 1941, quân đội Đức Quốc xã mở một đợt tấn công với quy mô lớn, chọc thủng phòng tuyến của Hồng quân trong pháo đài và bắt sống cả Zubachov lẫn Fomin. Zubachov bị tống vào một trại tập trung dành riêng để tiêu diệt các tù nhân của Liên Xô trong cuộc chiến tranh theo chính sách diệt chủng của Đức Quốc xã đối với Liên Xô trong chiến tranh. Ông đã mất tại trại tập trung Hammensburg năm 1944 và được mai táng tại đó. Còn Fomin thì bị tố giác bởi một tên phản bội và bị xử bắn ngay lập tức tại cổng Kholm vì ông là một chính ủy và là một người Do Thái.
Thiếu tá Chaplain Rudolf Gschöpf, sĩ quan tác chiến thuộc Ban tham mưu sư đoàn bộ binh 45 (Đức) viết:
| “                          | Chúng tôi chỉ có thể tiến quân từ từ, từ điểm phòng thủ này sang điểm khác sau những trận chiến kéo dài dai dẳng. Lực lượng đồn trú trong cái gọi là Sở chỉ huy tại cụm Trung tâm chỉ bị tiêu diệt khi tòa nhà chứa họ chịu cùng số phận... Lực lượng kháng cự trong tòa nhà vẫn tiếp tục chiến đấu cho đến khi các bức tường của tòa nhà bị san bằng thành đống gạch vụn bởi những liều thuốc nổ mạnh hơn. | ” |
| — Chaplain Rudolf Gschöpf, | |   |

### Cuộc chiến tại Đồn Đông
Trong ngày 22 tháng 6, sau những đòn tấn công bằng hỏa lực pháo và bom, quân Đức đã tiến qua cổng Brest và chia cắt Đồn Đông với khu vực thành nội của pháo đài. Một nhóm binh sĩ Liên Xô gồm khoảng 400 người đóng tại Đồn Đông (mà người Đức vẫn gọi là khu công sự hình móng ngựa) cũng đã thống nhất hành động phòng thủ dưới sự chỉ huy của thiếu tá Pyotr Gavrilov, trung đoàn trưởng trung đoàn bộ binh 42 và đại úy Konstantin Kasatkin phó ban tham mưu trung đoàn. Trong nhật ký tác chiến của mình, thiếu tá Chaplain Rudolf Gschöpf, sĩ quan tác chiến thuộc Ban tham mưu sư đoàn bộ binh 45 (Đức) viết về Đồn Đông:
| “                          | Ngày 27 tháng 6, một tù binh Nga cho biết lực lượng phòng thủ tại đồn Đông gồm gần 20 sĩ quan và 374 lính, có đủ đạn dược và lương thực. Nước thì thiếu nhưng chúng lấy nước ở những cái hố mới đào. Trong đồn có cả đàn bà và trẻ con. Linh hồn của cuộc kháng cự ấy nghe đâu là một thiếu tá và một chính uỷ. | ” |
| — Chaplain Rudolf Gschöpf, | |   |

Ban đầu, nhóm của Gavrilov chỉ có khoảng trên dưới 30 người, họ đã tìm thấy hơn 300 binh sĩ của mình đang tụ tập trong các hầm kho tại Đồn Đông, vốn là vị trí đóng quân trước đây của tiểu đoàn cao xạ độc lập 393. Tiểu đoàn này đã rời pháo đài ngày 15 tháng 6 đi diễn tập dã ngoại và chỉ để lại đây một khẩu cao xạ 40 mm đã bị hỏng máy ngắm và một khẩu súng máy bốn nòng nhưng chỉ còn hai nòng hoạt động được, ngoài ra còn có một khẩu pháo chống tăng 40 mm bố trí ở phía Đông Bắc của đồn. Là người có cấp hàm cao nhất trong nhóm sĩ quan, Gavrilov lãnh trách nhiệm chỉ huy toán quân này theo điều lệnh và cả trên thực tế. Konstantin Kasatkin được chỉ định làm tham mưu trưởng. Ngày 23 tháng 6, bằng các chai cháy và lựu đạn phối hợp với súng máy và khẩu cao xạ, quân của Gavrilov đã đẩy lùi các đợt tấn công của quân Đức và hạ gục ba chiếc xe tăng, nhưng ngay trong phút đầu khẩu đội chống tăng 40 mm đã bị xe tăng Đức phá hủy trước khi nó kịp khai hỏa. Ngày 25 tháng 6, trong một trận ném bom của không quân Đức xuống Đồn Đông, hai khẩu cao xạ bị phá huỷ, kho đạn cũng trúng bom và nổ tung. Đại đội chiến đấu ở phía Tây bị bộ binh Đức chia cắt. Hai đại đội còn lại bị hao hụt quân số nghiêm trọng. Bộ binh Đức đã vây kín đồn nhưng vẫn không vào được bên trong sân móng ngựa do khu vực này bị hỏa lực súng máy không chế.
Để hạn chế thiệt hại về nhân mạng cho binh lính của mình, các sĩ quan tham mưu sư đoàn bộ binh 45 (Đức) quyết định gọi không quân giúp sức. Nhật ký của Chaplain Rudolf Gschöpf viết:
| “                          | Ngày 28 tháng 6, từ 8 giờ sáng, không quân đã ném xuống những quả bom phá nặng 500 kg nhưng không thấy rõ kết quả. Cuộc bắn phá bằng pháo tăng và pháo xung kích cũng vô hiệu mặc dù đã quan sát thấy các bức tường sụp đổ ở nhiều nơi. | ” |
| — Chaplain Rudolf Gschöpf, | |   |

Sau 6 ngày chiến đấu liên tục, đạn dược gần như chỉ còn tính từng viên, lương thực hết, nước cạn, sức chiến đấu của toán quân giảm sút rõ rệt. Gavrilov ra lệnh cho phụ nữ và trẻ em ra hàng quân đội Đức. Các sĩ quan và binh sĩ Liên Xô còn sống sót tiếp tục ở lại chiến đấu. Ngày 29 tháng 6, các chỉ huy sư đoàn 45 (Đức) gửi tối hậu thư yêu cầu nhóm của Gavrilov hạ vũ khí đầu hàng, giao nộp chỉ huy và chính uỷ, nếu không, quân Đức sẽ "trộn lẫn cả đồn cùng đội quân trú phòng ngoan cố với đất". Tuy nhiên, phía quân Đức chỉ nhận được những tràng đạn súng máy đáp trả.
Nhật ký của Chaplain Rudolf Gschöpf viết tiếp:
| “                          | Ngày 30 tháng 6, không quân đã ném xuống một quả bom phá nặng 1.800 kg xuống khu công sự hình móng ngựa. Sức nổ làm rung chuyển cả thành phố Brest gần đó. Đã chuẩn bị cuộc tấn công bằng xăng, dầu, mỡ. Tất cả những thứ đó được nhồi vào các thùng nhỏ và lăng vào trong các hầm hào của đối phương, sau đó dùng thủ pháo và chai cháy để đốt. Mặc dù đã chiếm được đồn nhưng chúng tôi không tìm thấy thiếu tá và chính uỷ, chỉ nghe lính Nga nói hình như chúng đã tự sát bằng súng. | ” |
| — Chaplain Rudolf Gschöpf, | |   |

Đồn Đông thất thủ sáng ngày 1 tháng 7 nhưng thiếu tá Gavrilov không chết. Sau ba ngày ẩn mình trong một ngách hầm, ông đã luồn qua các ngăn hầm khác và tìm được 12 binh sĩ còn trụ lại ở lũy ngoài. Nhóm này đã hai lần phá vây về phía khu rừng Belovezha nhưng đều không thành công và thương vong gần hết. Ngày 23 tháng 7, thiếu tá Gavrilov đã cùng hai binh sĩ còn lại chiến đấu trận cuối cùng trước khi bị quân Đức bắt làm tù binh khi đang bị thương bất tỉnh.

### Pháo đài thất thủ

Những người lính Đức ở Pháo đài vào tháng 7 năm 1941

Bản báo cáo ngày 30 tháng 6 năm 1941 của sư đoàn bộ binh 45 sau trận đánh có đoạn viết: "Sư đoàn đã bắt sống 7.000 tù binh, trong đó có 100 sĩ quan. Thiệt hại của quân Đức là 482 người chết, trong đó có 32 sĩ quan, và trên 1 nghìn người bị thương." Thiệt hại của quân Đức tại Brest có thể được so sánh với thiệt hại chung của quân đội phát xít tại mặt trận Xô-Đức: 8.886 người chết tính đến ngày 30 tháng 6 năm 1941. Như vậy là có đến 5% thiệt hại của quân Đức tính đến thời điểm đó là do trận đánh tại pháo đài Brest gây ra.
Sau chín ngày chiến đấu ác liệt, Quân đội Đức Quốc xã cuối cùng đã làm chủ phần lớn pháo đài. Điều này có nghĩa là mục tiêu chiến lược của Sư đoàn 45 đã hoàn thành mặc dù họ đã tốn quá nhiều thời gian so với dự tính và cái giá phải trả về nhân mạng là không nhỏ. Bộ Tổng tư lệnh tối cao của quân đội phát xít Đức đã yêu cầu tướng Fritz Schlieper viết một bản tường trình chi tiết về cuộc chiến tại Brest từ ngày 22 đến ngày 30 tháng 6 năm 1941. Bản tường trình được hoàn tất vào ngày 8 tháng 7 năm 1941. Một bản sao chép của tài liệu này được Hồng quân lấy được trong kho lưu trữ văn thư của sư đoàn bộ binh số 45 tại Livny, Nga vào tháng 3 năm 1942.
C. R. Gschöpf viết như sau:
| “                          | Cuối ngày 30 tháng 6, sư đoàn nhận được lệnh rời khỏi pháo đài Brest. Sáng sớm ngày 1 tháng 7, chúng tôi tổ chức chôn cất những đồng đội đã bỏ mạng trong các huyệt mộ được đào đêm hôm trước trong nghĩa địa… Lực lượng chính của sư đoàn rời khỏi pháo đài vào ngày 2 tháng 7 năm 1941. | ” |
| — Chaplain Rudolf Gschöpf, | |   |

### Các cuộc chiến nhỏ sau tháng 6 năm 1941
Nhưng, nói cho đúng ra, trận chiến tại pháo đài Brest vẫn chưa kết thúc vào ngày 30 tháng 6. Mặc dù lúc đó pháo đài đã bị quân Đức chiếm đóng, trong những hầm ngầm của pháo đài vẫn còn những chiến sĩ Hồng quân sống sót, và, họ vẫn tiếp tục cuộc chiến đấu dai dẳng chống lại quân xâm lược trong suốt mấy tuần nữa. Chiến sự vẫn tiếp tục diễn ra tại các ổ đề kháng đã bị cô lập của Hồng quân, chủ yếu là trong các hầm ngầm, các nhà ngục thời cổ, trong pháo đài và trong công sự Kobrin. Từ cuối tháng Sáu đến tận cuối tháng Bảy, tiếng súng vẫn còn vang vọng trong các hầm ngầm và các nhà ngục đã bị bắn phá tan tành, với những nhóm nhỏ binh sĩ đồn trú trong đó. Cho đến lúc này, mặt trận đã vào sâu trong lãnh thổ Liên Xô đến 300 dặm (480 km). Về sau, người ta đã tìm thấy những hàng chữ được khắc trên tường bởi các chiến sĩ Hồng quân cuối cùng còn tử thủ ở Brest.
Trên tường của căn chòi của thợ máy chiếu phim tại câu lạc bộ (vốn là nhà thờ cũ) trong sân chính của pháo đài còn lưu lại dòng chữ:
| “                  | Ba chúng tôi đều là người Moskva: Ivanov, Stepantsikov, Zhultiaev. Chúng tôi chống giữ nhà thờ này và chúng tôi đã thề: thà chết chứ không chịu rời bỏ nơi đây. | ” |
| — tháng 7 năm 1941 | |   |

Trên bức tường khu doanh trại phía Tây có một hàng chữ:
| “             | Tôi chết, nhưng không đầu hàng. Vĩnh biệt Tổ Quốc. | ” |
| — 20/VII- 41, |                                                    |   |

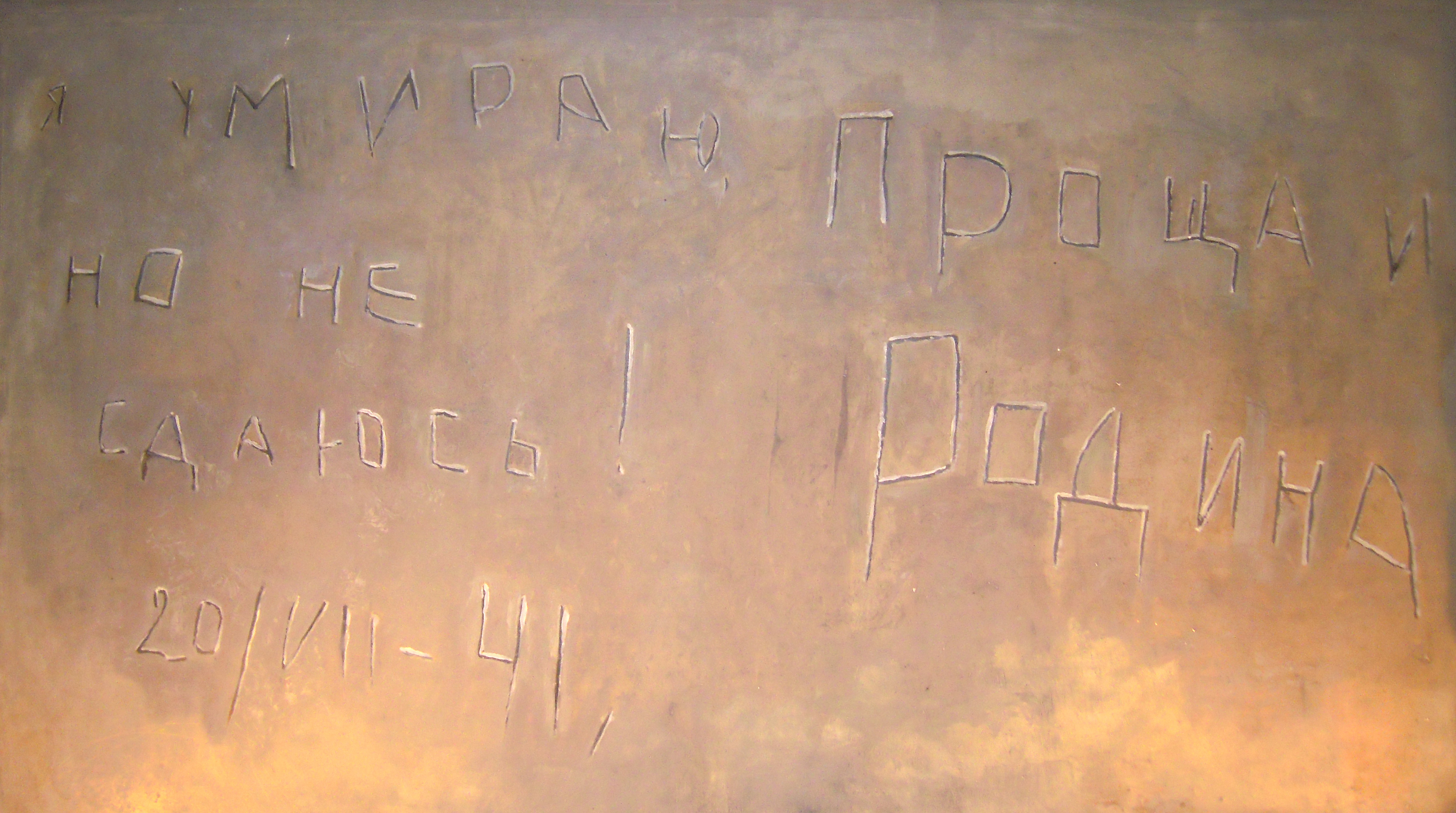
Dòng chữ được binh sĩ Liên Xô khắc lên tường "Tôi chết nhưng không đầu hàng. Vĩnh biệt Tổ Quốc. 20-VII-1941" được trưng bày tại Bảo tàng Pháo đài Brest

Thiếu tá Pyotr Mikhailovish Gavrilov, một trong những chiến sĩ trấn giữ pháo đài Brest nổi tiếng nhất và sau này được phong Anh hùng Liên Xô đã bị bắt vào ngày 23 tháng 7 năm 1941 trong tình trạng dở sống dở chết. Ông đã bắn đến viên đạn cuối cùng trong khẩu TT mà không dành cho mình viên nào. Phát xít Đức đã quẳng ông vào trại tập trung Hammensburg. Nhưng dưới sự đùm bọc của các đồng đội ông đã sống sót và được quân đội Liên Xô giải phóng khỏi địa ngục trần gian đó vào tháng 4 năm 1945.
Các báo cáo của phía Đức nói rằng những ổ đề kháng của Hồng quân đã bị tiêu diệt khi hai nhà lãnh đạo Hitler và Mussolini đến thăm pháo đài Brest, tất nhiên là dưới sự canh gác và bảo vệ nghiêm ngặt để để phòng các chiến sĩ Hồng quân còn sống sót sẽ ám sát họ. Người ta nói rằng Hitler đã nhặt một viên đá trong đống gạch vụn của pháo đài làm kỷ niệm và viên đá này được tìm thấy tại Tổng hành dinh của Đệ tam Đế chế sau chiến tranh thế giới thứ hai. Để thanh toán toàn bộ những ổ đề kháng của Hồng quân trong pháo đài Brest, Bộ Tổng tư lệnh Tối cao của quân đội phát xít Đức đã hạ lệnh tháo nước sông Tây Bug vào pháo đài để dìm chết những chiến sĩ Hồng quân vẫn còn ẩn nấp và tiếp tục chiến đấu dưới các hầm ngầm của pháo đài.
Ngày 25 tháng 7, hiệu thính viên K. I. Korshakov thuộc sư đoàn bộ binh 262 thuộc Phương diện quân Tây Nam đóng tại Staraya - Russia đã tình cờ nhận được bức điện cuối cùng được phát không mã từ Pháo đài Brest:
| “           | Tình hình nguy kịch, pháo đài sắp thất thủ, chúng tôi tiêu diệt lũ súc sinh, chúng tôi sẽ nổ mìn bắt chúng chết theo chúng tôi. | ” |
| — Pháo đài, | |   |

## Pháo đài Anh hùng

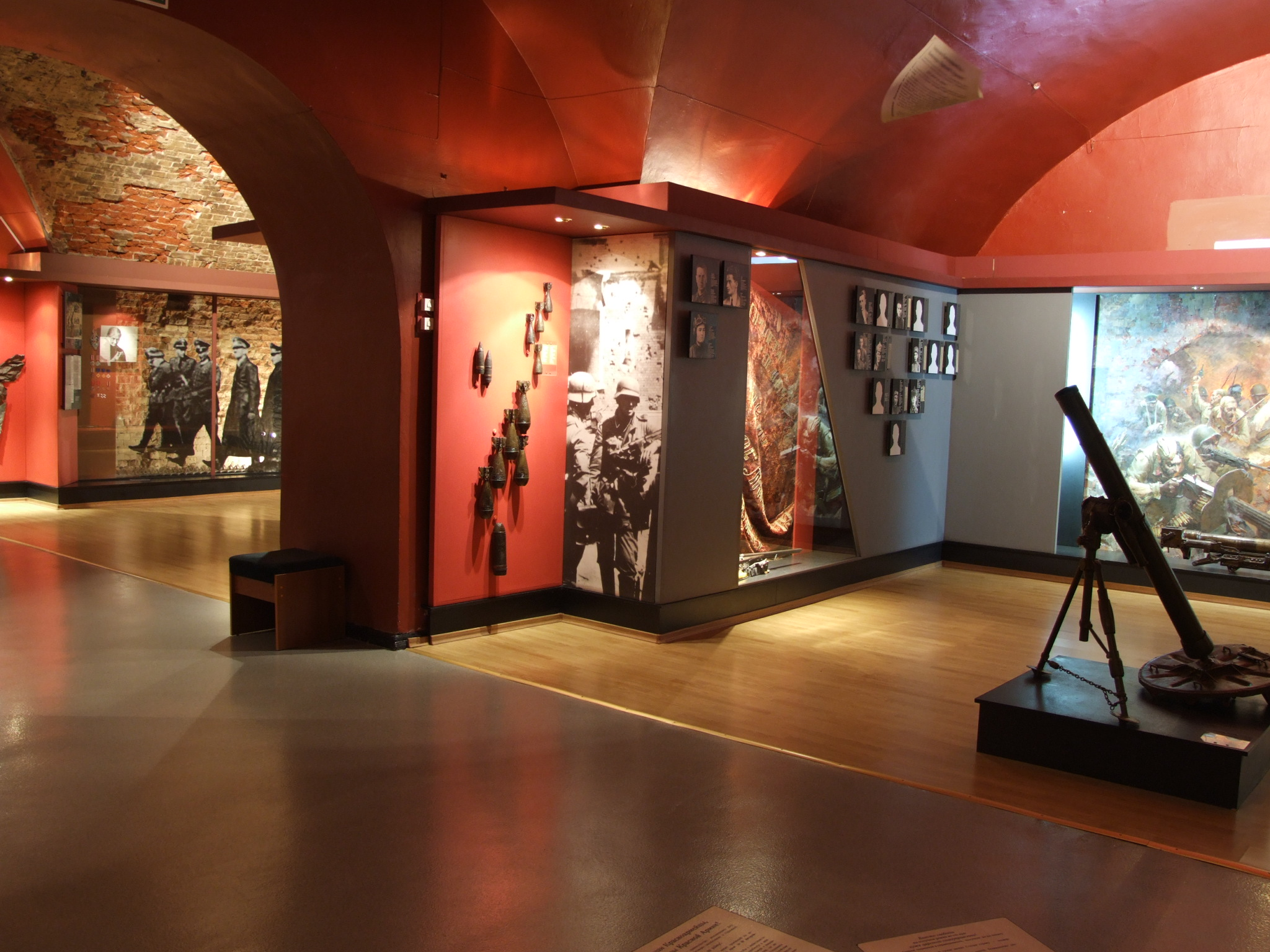
Bảo tàng về trận phòng thủ pháo đài Brest, phòng số 6

### Quá trình nghiên cứu lịch sử trận pháo đài Brest
Thực chất sự kháng cự kiên cường của lực lượng đồn trú trong pháo đài Brest không gây ra nhiều ảnh hưởng nghiêm trọng đến bước tiến của Quân đội Đức Quốc xã trong thời gian đầu của cuộc Chiến tranh Vệ quốc Vĩ đại, căn cứ vào việc quân Đức đã để mặc pháo đài Brest nằm phía sau tiền tuyến sau một tuần tấn công và đánh chiếm nó. Tuy nhiên, Bộ Tổng tư lệnh tối cao quân đội Liên Xô đã nhận thức được tầm quan trọng của sự kháng cự quyết liệt của quân đội và nhân dân Liên Xô trước sức tấn công của quân phát xít xâm lược và đã lưu ý đến cuộc phòng thủ này vào tháng 11 khi nhận được báo cáo tình báo từ hậu tuyến của quân Đức chuyển về.
Có điều là, cuộc chiến đấu anh hùng của các chiến sĩ pháo đài Brest không được phổ biến rộng rãi cho đến khi lãnh tụ I. V. Stalin qua đời. Sau chiến tranh, những chiến sĩ Hồng quân còn sống sót trong các trại tập trung của phát xít Đức lại bị cơ quan NKVD của Beria gán cho tội "làm phản", "cộng tác với địch" và phải chịu cảnh đày ải trong các trại tập trung "vì lý do họ đã bị quân thù bắt làm tù binh" (theo Chỉ thị số 270). Sau khi Stalin chết, các chiến sĩ bảo vệ pháo đài Brest cuối cùng đã được trả tự do và được vinh danh. Ngày 22 tháng 6 năm 1956, Trong dịp kỷ niệm 15 năm ngày bắt đầu cuộc Chiến tranh Vệ quốc vĩ đại, cơ quan truyền thông chính thức của Liên Xô cho rằng những người lính Xô Viết bảo vệ pháo đài Brest là điển hình của chủ nghĩa anh hùng và tổ chức cuộc phòng thủ pháo đài trong vòng một tháng, trong vòng vây của quân Đức. Tuy nhiên, ở thời điểm đó, dư luận phương Tây cho rằng đây chỉ là chuyện tưởng tượng.. Đến nay, người Nga đã chứng minh được sự thật lịch sử và vẫn giữ quan điểm của mình. Trong một bài viết của Tatyana Shvetsova cho đài phát thanh Tiếng nói của nước Nga về chủ đề này vẫn khẳng định: "Ngay cả sau khi chiến đấu trong vòng một tháng, pháo đài Brest vẫn tiếp tục kháng cự, đã giam chân một bộ phận đáng kể lực lượng của kẻ thù và làm cho chúng mệt mỏi.".

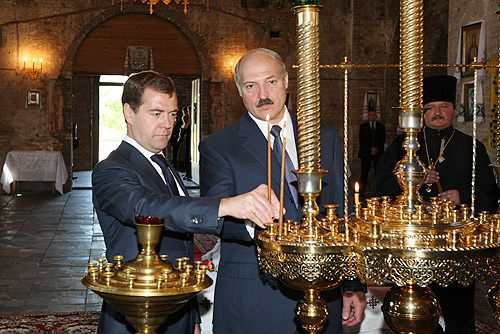
Tổng thống Belarus Alexander Lukashenko và Tổng thống Nga Dmitri Medvedev thắp nến tưởng niệm những người lính Xô Viết tử trận tại Nhà thờ Thánh Nicholas (được phục dựng) trong Tổ hợp công trình kỷ niệm "Pháo đài Brest anh hùng", 22 tháng 6 năm 2008

Lần đầu tiên, cuộc phòng thủ của Pháo đài Brest được biết đến trong báo cáo của sư đoàn bộ binh 45 gửi Bộ tư lệnh Tập đoàn quân 4 (Đức) mà một trong các bản sao của nó bị quân đội Liên Xô thu giữ trong đống giấy tờ hỗn độn tại kho văn khố sư đoàn bị bỏ lại trong thành phố Livny tháng 2 năm 1942. Vào cuối thập niên 1940, rải rác trên các tờ báo Xô Viết đã xuất hiện một số bài viết đầu tiên về cuộc phòng thủ Pháo đài Brest nhưng thường là các tin tức không xác minh được. Năm 1951, trong khi phân tích các mảnh vỡ tại các cổng trại của Brest, người ta đã được tìm thấy bản "Mệnh lệnh số 1" và cho đến nay, đây là văn kiện viết tay duy nhất bằng tiếng Nga về cuộc phòng thủ này được soạn thảo vào thời điểm đó và còn lưu giữ được. Năm 1957, nhà báo, nhà sử học Liên Xô Sergei Sergeyevich Smirnov sau nhiều cuộc điều tra đã công bố tác phẩm Pháo đài Brest (Брестская крепость) viết về cuộc chiến tại pháo đài Brest. Smirnov đã điều tra về số phận của những chiến sĩ Hồng quân bảo vệ pháo đài, về những người đã ngã xuống ngoài chiến trường, về những người đã chết trong trại tập trung của phát xít Đức, về những người còn sống sót sau chiến tranh.
Bảo tàng về trận pháo đài Brest đã chính thức hoạt động vào năm 1956, trong khi đó Khu tưởng niệm Pháo đài Anh hùng Brest chính thức hoạt động vào năm 1971.. Ngày 8 tháng 5 năm 1965, pháo đài Brest được phong tặng danh hiệu Pháo đài Anh hùng nhân kỷ niệm 20 năm ngày phát xít Đức đầu hàng và được tặng thưởng Huân chương Lenin.

### Ảnh hưởng trong nghệ thuật

Đài tưởng niệm cuộc phòng thủ pháo đài Brest

Năm 1951, họa sĩ P. A. Krivonogov đã vẽ bức tranh "Những người bảo vệ Pháo đài Brest" nổi tiếng. Năm 1956, hãng Mosfilm đã xây dựng bộ phim "Đội quân đồn trú bất tử" (Бессмертный гарнизон) do nhà văn Konstantin Simonov viết kịch bản, được dàn dựng bởi các đạo diễn Zakhar Agranenko (Захар Аграненко) và Eduard Tisse (Эдуард Тиссэ) cùng nhà quay phim Veniamin Basnev (Вениамин Баснер). Bộ phim dài 92 phút này mô tả lại toàn bộ cuộc chiến tại pháo đài Brest từ ngày 22 tháng 6 đến ngày 20 tháng 7 năm 1941.
Năm 1974, Nhà xuất bản Cầu vồng (Liên Xô) đã phát hành tác phẩm Tên anh chưa có trong danh sách (В списках не значился) của nhà văn Xô Viết Boris Vasilyev (Борис Васильев). Tác phẩm nói về nhân vật Pluzhnikov, người lính duy nhất còn lại của Hồng quân ở Brest bị bắt sau 9 tháng ẩn trốn và chiến đấu dưới các hàm ngầm của pháo đài. Khi các sĩ quan Đức Quốc xã hỏi anh về tên tuổi, cấp bậc, chức vụ, Nikolai Pluzhnikov chỉ trả lời ngắn gọn: "Tôi - người lính Nga !" và chết. Năm 1975, Nhà hát quốc gia Moskva mang tên "Lenkom" đã chuyển thể tác phẩm này thành vở kịch cùng tên do nghệ sĩ công huân Mark Anatolyevich Zakharov (Марк Анатольевич Захаров) đạo diễn.
Năm 1995, Hãng "Mosfilm" tiếp tục xây dựng bộ phim "Tôi - người lính Nga" (Я - русский солдат) dài 100 phút. Bộ phim này cũng nói về cuộc phòng thủ pháo đài Brest dựa trên tiểu thuyết "Tên anh chưa có trong danh sách" (В списках не значился) của nhà văn Boris Vasilyev (Борис Васильев). Hãng "Belarusfilm" đã dựng bộ phim "Pháo đài Brest" (Брестская крепость) trình chiếu năm 2010 vào dịp kỷ niệm 65 năm Ngày chiến thắng.
Năm 1965, bộ phim tài liệu "Người cha anh hùng thân yêu của tôi" nói về những anh hùng của "trận Pháo đài Brest" đã được giải nhất của Liên hiệp thanh thiếu niên Quốc tế. Năm 2006, các đài truyền quân sự Nga và Belorussia đã phối hợp xây dựng loạt phim tài liệu "Pháo đài Brest bất tử", trong đó có một tập phim phục hiện lại của phòng thủ của pháo đài trong năm 1941. Năm 2007, Ủy ban phát thanh truyền hình trung ương Nga đã cho phát sóng bộ phim tài liệu "Pháo đài Brest" trong đó có nhiều đoạn phim tài liệu do hãng Wochenschau của Đức Quốc xã quay tại chỗ cuộc tấn công pháo đài Brest trong thời kỳ đầu chiến tranh thế giới thứ hai và cảnh Adolf Hitler cùng Mussolini đến thăm pháo đài Brest sau khi bị quân Đức chiếm.